# Liste der Biografien/Klew
Liste der Biografien |
Portal Biografien |
Personensuche
# |
A |
B |
C |
D |
E |
F |
G |
H |
I |
J |
K |
L |
M |
N |
O |
P |
Q |
R |
S |
T |
U |
V |
W |
X |
Y |
Z |
?
 
Ka |
Kb |
Kc |
Kd |
Ke |
Kf |
Kg |
Kh |
Ki |
Kj |
Kl |
Km |
Kn |
Ko |
Kp |
Kr |
Ks |
Kt |
Ku |
Kv |
Kw |
Ky |
Kx |
Kz
 
Kla |
Kld |
Kle |
Kli |
Klj |
Klo |
Klu |
Kly
 
Klea |
Kleb |
Klec |
Kled |
Klee |
Klef |
Kleg |
Kleh |
Klei |
Klej |
Klek |
Klem |
Klen |
Kleo |
Klep |
Kler |
Kles |
Klet |
Kleu |
Klev |
Klew |
Kley |
Klez
Die Liste der Biografien führt alle Personen auf, die in der deutschsprachigen Wikipedia einen Artikel haben. Dieses ist eine Teilliste mit 26 Einträgen von Personen, deren Namen mit den Buchstaben „Klew“ beginnt.

## Klew

### Klewa
- Klewan, Helmut (* 1943), österreichischer Galerist, Autor und Kunstsammler
- Klewar, Steffen (* 1982), deutscher Theaterregisseur und Schauspieler

### Klewe
- Klewe, Sabine (* 1966), deutsche SchriftstellerinSabine Klewe (* 1966)

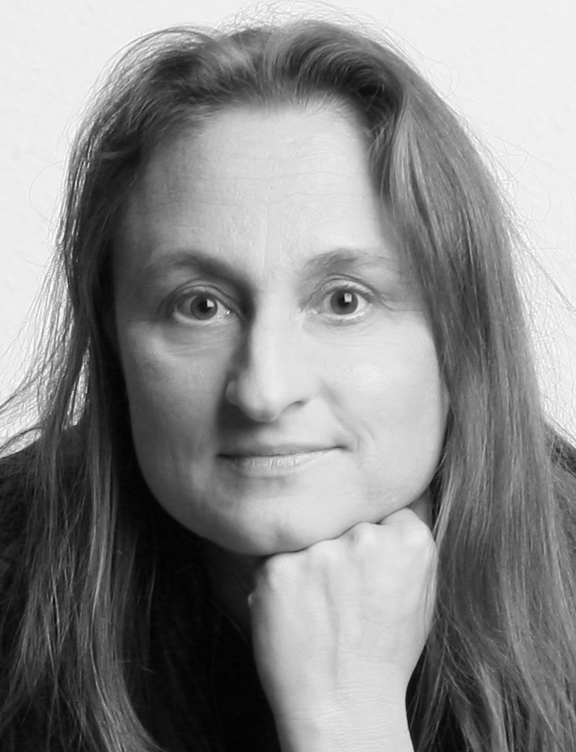
Sabine Klewe (* 1966)

- Klewen, Reiner (1956–2010), deutscher Zoologe
- Klewer, Daniel (* 1977), deutscher Fußballtorhüter
- Klewer, Hermann (1886–1957), deutscher Gewerkschafter, Kommunalpolitiker
- Klewer, Maximilian (1891–1963), deutscher Zeichner, Maler und Illustrator und außerordentlicher Professor
- Klewer, Pascal (* 1997), deutscher Jazzmusiker (Trompete, Komposition) und Bigband-Leader
- Klewer, Richard (1898–1973), deutscher Kommunalpolitiker (NSDAP), Landrat und Oberkreisdirektor
- Klewes, Joachim (* 1954), deutscher Sozialwissenschaftler

### Klewi
- Klewin, Eckhard (* 1934), deutscher Brigadegeneral des Heeres der Bundeswehr
- Klewin, Philipp (* 1993), deutscher Fußballtorhüter
- Klewin, Silke (* 1967), deutsche Historikerin und die Wissenschaftliche Leiterin der Gedenkstätte Bautzen
- Klewitz, Andreas von (* 1960), deutscher Schriftsteller, Filmautor und Publizist
- Klewitz, Anti von, deutsche Eastern-Geigerin und Sängerin
- Klewitz, Felix (1884–1963), deutscher Internist und Hochschullehrer
- Klewitz, Hans-Walter (1907–1943), deutscher Mittelalterhistoriker
- Klewitz, Jan von (* 1964), deutscher Jazzsaxophonist
- Klewitz, Martin (1917–2013), deutscher Kunsthistoriker und Landeskonservator im Saarland (1966–1982)
- Klewitz, Otto (1886–1977), deutscher Ministerialbeamter
- Klewitz, Otto von (1837–1889), preußischer Landrat des Kreises Meisenheim
- Klewitz, Siegfried (1888–1970), deutscher Kommunalpolitiker
- Klewitz, Willi von (1872–1928), deutscher Oberst und Freikorpsführer
- Klewiz, Wilhelm Anton von (1760–1838), preußischer Politiker und Verwaltungsbeamter

### Klews
- Klews, Gerald (* 1972), deutscher Fußballspieler

### Klewz
- Klewzow, Jewgeni Petrowitsch (1929–2003), sowjetischer Radsportler